# Jelisowo
Jelisowo (russisch Елизово) ist eine Stadt in der Region Kamtschatka (Russland) mit 39.569 Einwohnern (Stand 14. Oktober 2010).

## Geographie
Die Stadt liegt auf der Ostseite der Halbinsel Kamtschatka, etwa 30 km nordwestlich der Regionshauptstadt Petropawlowsk-Kamtschatski, am Fluss Awatscha etwa 20 km oberhalb dessen Mündung in die Awatscha-Bucht des Stillen Ozeans.
Die Stadt Jelisowo ist Verwaltungszentrum des gleichnamigen Rajons.

## Geschichte
Ein russisches Dorf entstand 1848 anstelle einer alten itelmenischen Siedlung; später wurde ein Ostrog errichtet und der Ort Stary Ostrog (Alter Ostrog) genannt. Ab 1897 hieß das Dorf Sawoiko, nach dem vormaligen Militärgouverneur der Oblast Admiral Wassili Sawoiko (1809–1898). 1924 erhielt es seinen heutigen Namen nach dem 1922 auf Kamtschatka ums Leben gekommenen roten Partisanenkommandeur Georgi Matwejewitsch Jelisow. 1964 erhielt Jelisowo den Status einer Siedlung städtischen Typs und 1975 Stadtrecht.

### Bevölkerungsentwicklung
| Jahr | Einwohner |
| ---- | --------- |
| 1959 | 04.532    |
| 1970 | 14.485    |
| 1979 | 36.210    |
| 1989 | 46.929    |
| 2002 | 41.533    |
| 2010 | 39.569    |

Anmerkung: Volkszählungsdaten

## Kultur und Sehenswürdigkeiten
Jelisowo ist ein regionales touristisches Zentrum.
Die Stadt besitzt ein Heimatmuseum sowie das Museum des Kronozki-Biosphärenreservates.

## Wirtschaft und Infrastruktur
Jelisowo ist Zentrum eines Landwirtschaftsgebietes lokaler Bedeutung (Fleisch- und Milchwirtschaft, Gemüseanbau). Neben Betrieben der Lebensmittelindustrie gibt es Holz- und Bauwirtschaft.
Südöstlich der Stadt befindet sich der Flughafen Petropawlowsk-Kamtschatski. Der Ort liegt zudem an der wichtigsten Fernstraße der Insel (R474) von Petropawlowsk-Kamtschatski nach Ust-Kamtschatsk im Norden der Halbinsel, von der hier eine Straße nach Wiljutschinsk abzweigt.
In Jelisowo befindet sich auch ein Langwellen-Rundfunksender mit einer Sendeleistung von 150 kW, der als Sendeantenne einen 255 Meter hohen Sendemast mit ARRT-Antenne verwendet.

## Persönlichkeiten
- Juri Kudrjaschow (* 1946), Biathlet
- Swetlana Nowikowa (* 1974), Skirennläuferin
- Anna Sprung (* 1975), Biathletin
- Dmitri Jaroschenko (* 1976), Biathlet, wuchs in Jelisowo auf
- Alexei Boltenko (* 1979), Biathlet
- Alexander Choroschilow (* 1984), Skirennläufer
- Andrei Filitschkin (* 1975), Skirennläufer
- Julija Pleschkowa (* 1997), Skirennläuferin
- Weronika Stepanowa (* 2001), Skirennläuferin